# Anisodes gloria
Anisodes gloria là một loài bướm đêm trong họ Geometridae.